# Ист Брејнерд (Тенеси)
Ист Брејнерд (енгл. East Brainerd) град је у америчкој савезној држави Тенеси.

## Демографија
По попису из 2000. године број становника је 14.132.
| Група             | 2000.          | 2010.    |
| Белци             | 12.379 (87,6%) | 0 (0,0%) |
| Афроамериканци    | 1.101 (7,8%)   | 0 (0,0%) |
| Азијати           | 319 (2,3%)     | 0 (0,0%) |
| Хиспаноамериканци | 193 (1,4%)     | 0 (0,0%) |
| Укупно            | 14.132         | 0        |